# Complotto di Ridolfi

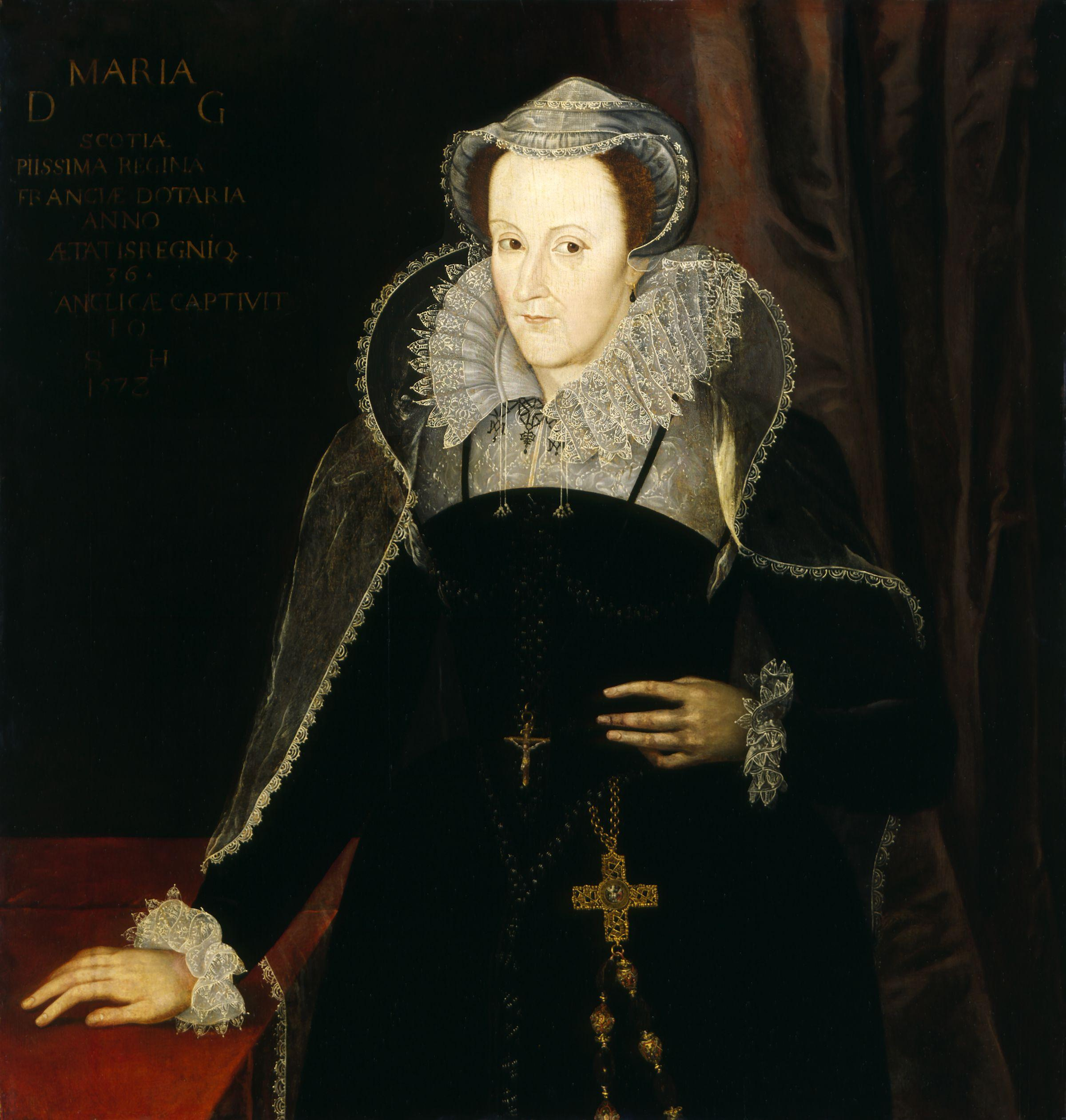
La Congiura di Ridolfi mirava a mettere Maria Stuarda sul trono d'Inghilterra al posto di Elisabetta I.

Il  complotto di Ridolfi fu una congiura organizzata nel 1571 per assassinare la regina Elisabetta I d'Inghilterra e sostituirla con Maria Stuarda, regina di Scozia. La trama fu ordita da Roberto Ridolfi, un banchiere fiorentino operante tra Bruxelles, Roma e Madrid che orchestrò questo complotto internazionale mentre (si suppone) viaggiava per l'Europa per conto di Elisabetta stessa. Sventata sul nascere, la congiura costò la vita al cugino di Elisabetta, Thomas Howard, IV duca di Norfolk e complicò ulteriormente la già precaria posizione di Maria Stuarda, al tempo già prigioniera della Regina d'Inghilterra.

## Antefatti
Thomas Howard, IV duca di Norfolk, cugino della regina Elisabetta I e proprietario terriero più ricco d'Inghilterra, era stato proposto come possibile marito per Maria Stuarda dal suo imprigionamento nel 1568. Il progetto piacque molto all'ambizioso Norfolk che si sentiva costantemente sottovalutato dalla cugina. Già sostenitore della fallita "Rivolta dei papisti" (novembre-dicembre 1569), Norfolk fu imprigionato nella Torre di Londra per nove mesi e fu posto agli arresti domiciliari solo quando confessò tutto e implorò pietà. Papa Pio V, con la bolla pontificia Regnans in Excelsis scomunicò nel 1570 Elisabetta, esortando i fedeli cattolici a fare tutto il possibile per deporla. La maggior parte dei cattolici inglesi ignorò il richiamo papale ma ciò non distolse Elisabetta dall'assumere una linea più dura nei confronti dei cattolici e dei loro simpatizzanti.

## L'organizzazione della congiura
Roberto Ridolfi, banchiere fiorentino, fervente cattolico ed agente papale (nuntio segreto) in Inghilterra dal 1567 (forse 1566), era stato coinvolto nella pianificazione della Rivolta papista e aveva progettato di rovesciare Elisabetta già nel 1569. Fallita la ribellione, comprese la necessità di un intervento straniero che si facesse promotore della restaurazione cattolica in Inghilterra, ponendo sul trono Maria Stuarda. Già vicino all'ambasciatore spagnolo a Londra, don Guerau de Espés, divenne il suo intermediario con la fazione cattolica inglese ed iniziò a raccogliere proseliti per una nuova congiura contro la regina Tudor. Il consigliere di Maria Stuarda, John Lesley, vescovo di Ross, avallò per parte di lei i complotti di Ridolfi.
Il piano era di far invadere l'Inghilterra dal Duca d'Alba, impegnato a sedare la rivolta dei Paesi Bassi, con 10 000 soldati spagnoli, fomentare una ribellione della nobiltà inglese settentrionale, assassinare Elisabetta, sposare Maria con Thomas Howard e metterli sul trono. Ridolfi stimò ottimisticamente che metà di tutti i coetanei inglesi erano cattolici e ipotizzò una forza ribelle inglese di oltre 39 000 uomini. Norfolk assicurò verbalmente a Ridolfi di essere cattolico, anche se, come allievo di John Foxe, fu protestante per tutta la vita. Sia Maria sia Norfolk, nel disperato tentativo di porre rimedio alle rispettive situazioni, accettarono la trama e con la loro benedizione Ridolfi partì per il Continente per ottenere il sostegno del duca d'Alba, del Papa e di Re Filippo II di Spagna.

### Elenco dei congiurati

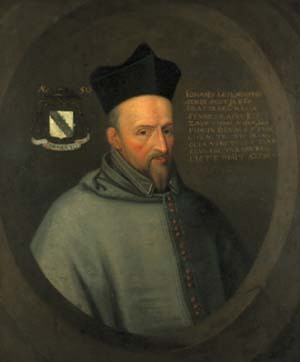
John Lesley
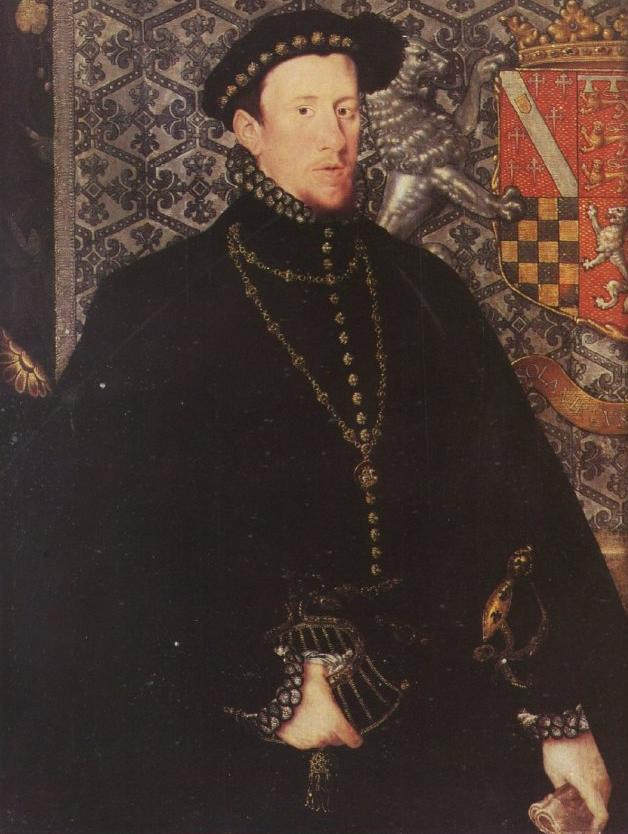
Thomas Howard, IV duca di Norfolk
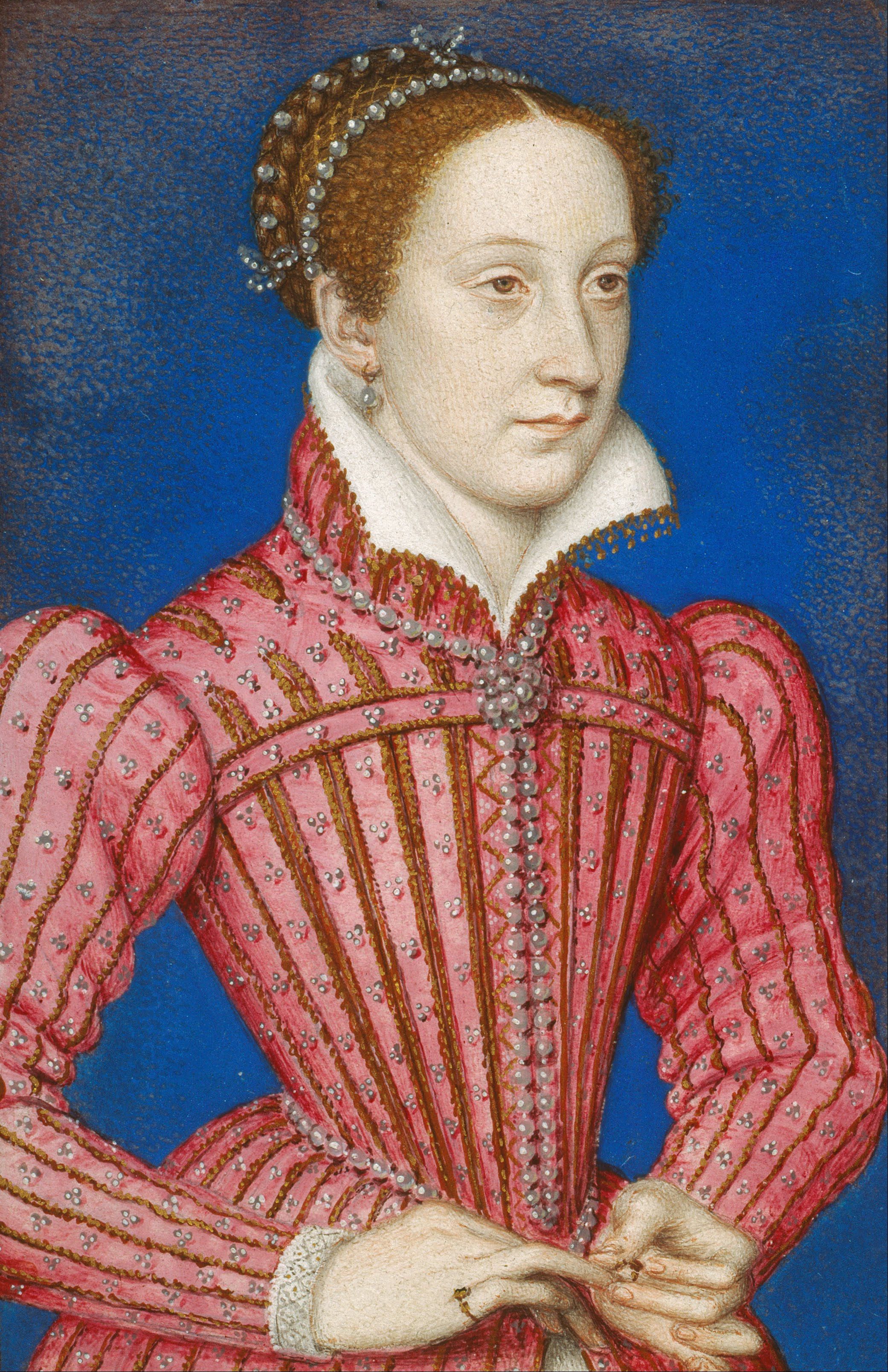
Maria Stuarda
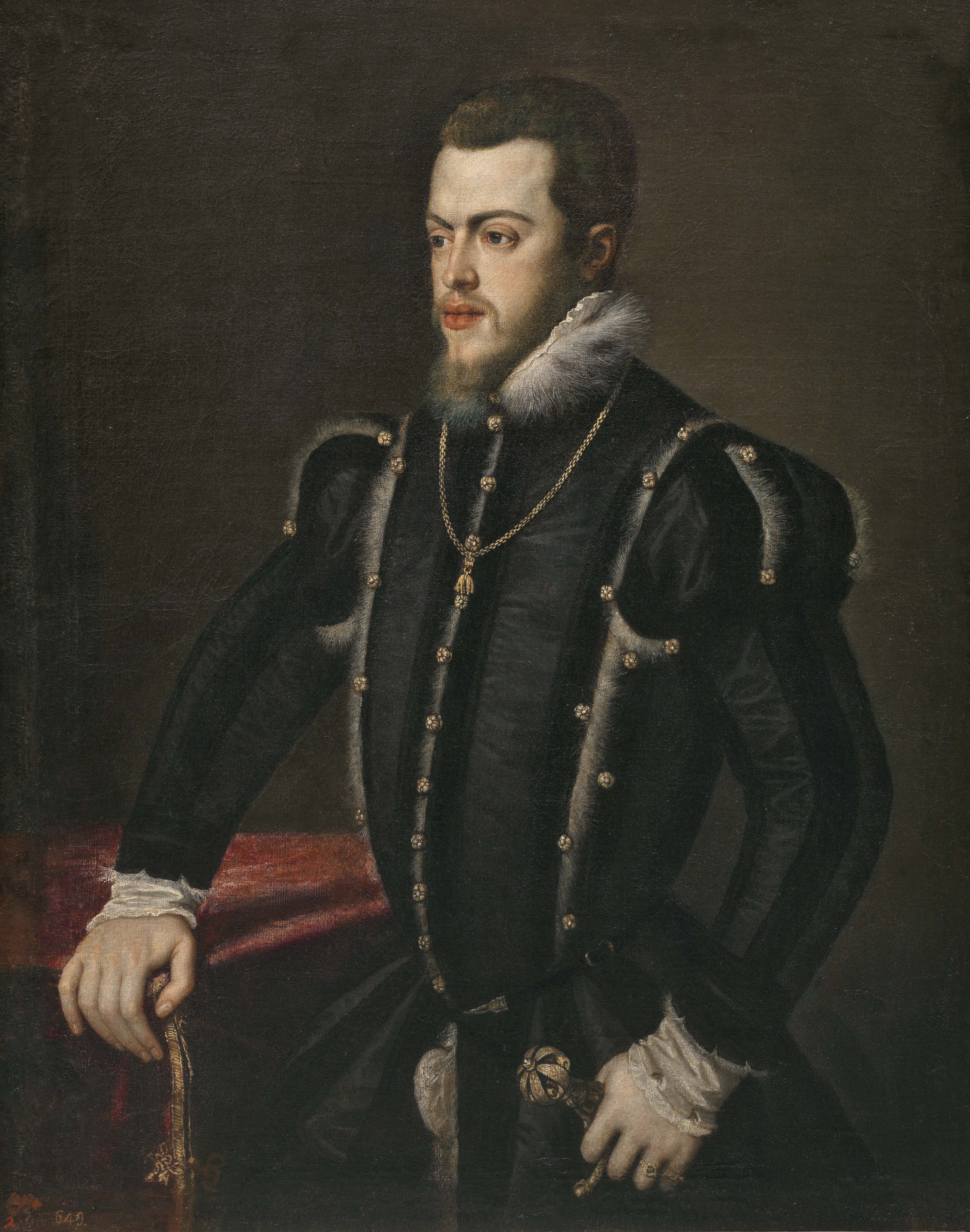
Filippo II di Spagna
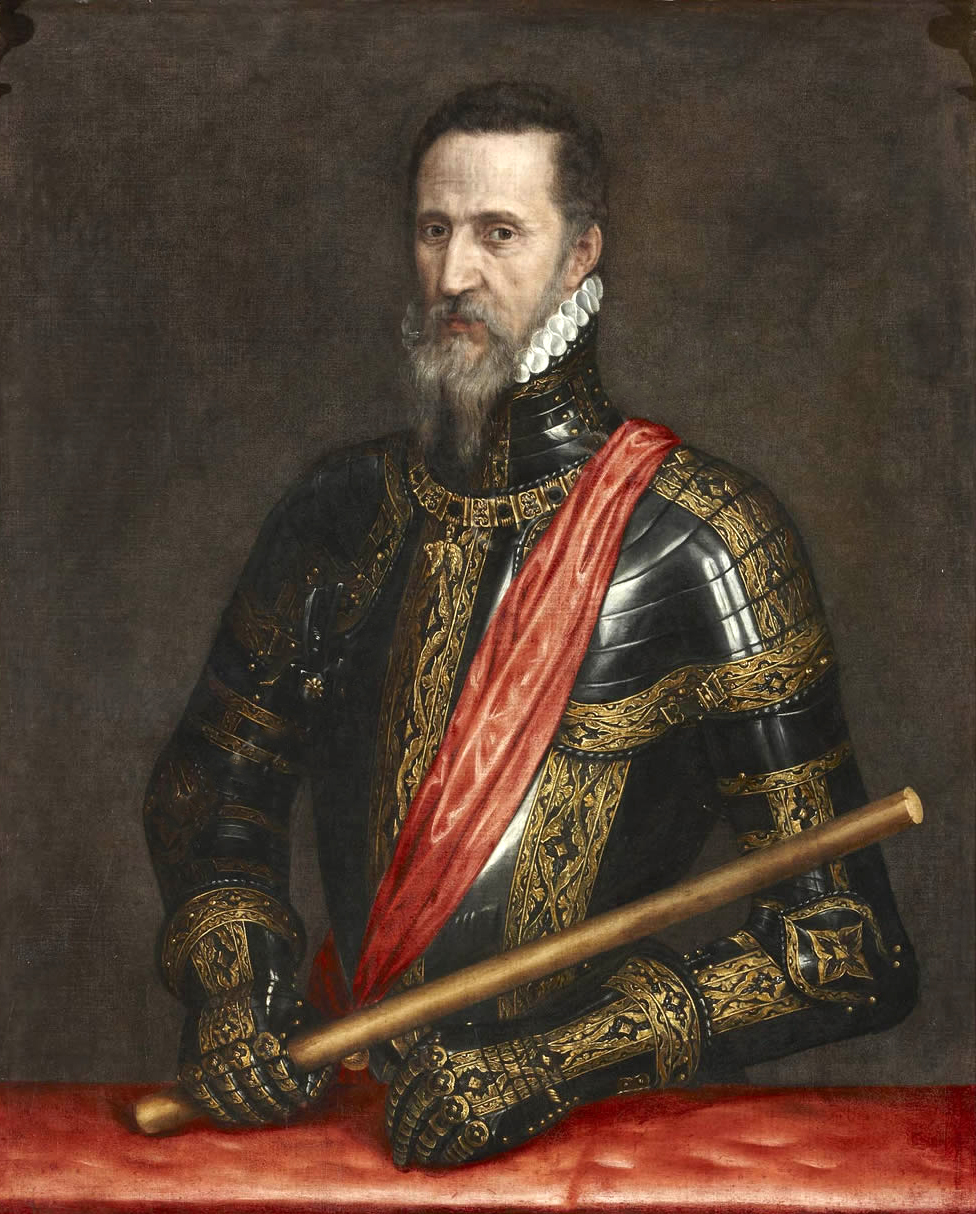
Fernando Álvarez de Toledo, terzo duca d'Alba
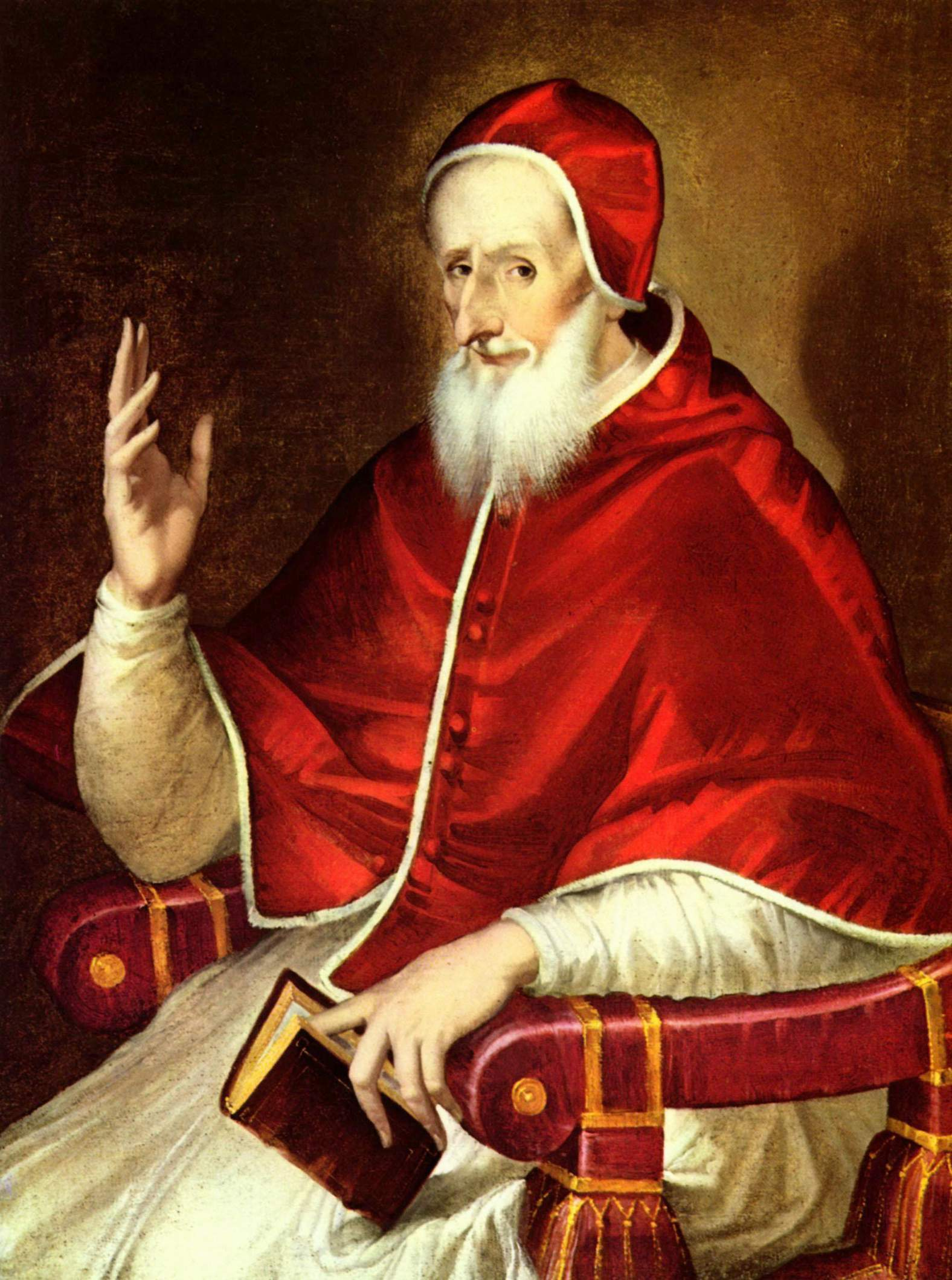
Papa Pio V

- Don Guerau de Espés, ambasciatore della Spagna in Inghilterra, espulso dopo la scoperta del suo coinvolgimento. Elisabetta aveva sollevato le sue preoccupazioni sul comportamento di de Espés con Anna d'Austria.[12]
- John Lesley, vescovo di Ross, agente principale di Maria Stuarda, organizzò riunioni e consegnò lettere a Maria durante gli arresti domiciliari.
- Thomas Howard, IV duca di Norfolk, cugino di primo grado della regina Elisabetta I, avrebbe dovuto sposare Maria Stuarda e, insieme a lei, ripristinare il dominio cattolico sui troni inglesi e scozzesi. Dopo che la trama fu scoperta, fu processato e decapitato nella medesima giornata.
- Maria Stuarda, iniziò a complottare per la sua libertà quando le divenne chiaro che Elisabetta non l'avrebbe riportata sul trono scozzese né l'avrebbe rimandata in Francia. Scrisse a Ridolfi denunciando l'inattività dei suoi vecchi alleati francesi e sollecitando l'aiuto degli spagnoli, mentre professava amicizia e lealtà a Elisabetta e all'Inghilterra. Entrò nella congiura nel marzo del 1571. Doveva sposare il duca di Norfolk, per poi mettersi a capo delle truppe ribelli e da Londra portarsi in Scozia. Dopo che la trama fu scoperta, Elisabetta mutò opinione su di lei e non considerò più l'opportunità di servirsene come alleata.
- Filippo II di Spagna, accolse Ridolfi a corte e discusse con il Consiglio Reale la congiura, appoggiando prima la detronizzazione e poi l'assassinio di Elisabetta. Filippo, tuttavia, disapprovava la bolla papale contro Elisabetta perché temeva che avrebbe "indotto Elisabetta a scatenare rappresaglie contro i cattolici".[13]
- Fernando Álvarez de Toledo, terzo duca d'Alba, comandante dell'esercito spagnolo di stanza nei Paesi Bassi, doveva sbarcare più di 10.000 uomini ad Harwich (o Portsmouth), conquistare Londra, mettere Maria Stuarda sul trono inglese, catturare ed assassinare Elisabetta I.
- Papa Pio V che non solo era a conoscenza della congiura ma ne diede approvazione scritta in una lettera che Ridolfi doveva portare a Filippo II.

### Il ruolo di Ridolfi
Nonostante la sua congiura abbia avuto un esito inconsistente, la storia di Roberto Ridolfi è sorprendente e memorabile. Pur ricoprendo il ruolo relativamente banale di banchiere, si pose al centro di un grande complotto per rovesciare il governo inglese. Ridolfi era stato incarcerato nel 1568 a causa di una voce secondo cui avrebbe distribuito denaro a nobili dissenzienti associati alla Ribellione papista: voce veritiera dato che Pio V gli aveva affidato 12 000 corone a tale scopo. Ridolfi fu rilasciato nel 1570 perché non si trovò alcuna prova incriminante e persistette nella sua mansione extra-lavorativa di spia pontificia. Le connessioni bancarie di Ridolfi lo aiutarono a conoscere il duca di Norfolk ed a fomentare le sue ambizioni di matrimonio con Maria Stuarda quale mezzo per garantire la restaurazione cattolica in Inghilterra.
Dopo la liberazione di Norfolk nell'agosto del 1570, Ridolfi "raccolse i fili spezzati dell'intrigo cattolico". Ridolfi era in una posizione vantaggiosa per orchestrare una ribellione cattolica in Inghilterra, dal momento che era al soldo del papa, ammanicato con Francia e Spagna, ed aveva legami con il partito cattolico inglese. Poteva usare gli affari bancari come una scusa per spostarsi tra questi gruppi allo scopo di cospirare. Quando viaggiò nell'Europa continentale per informare il re Filippo e il papa della congiura, si ritiene che stesse ancora lavorando per Elisabetta.
Il duca d'Alba, il viceré spagnolo nei Paesi Bassi che doveva condurre l'attacco in Inghilterra, pensava che Ridolfi fosse troppo garrulo per dirigere una cospirazione ma l'ambasciatore spagnolo Don Guerau de Spes descrisse Ridolfi come "Una persona di grande verità e virtù e un mio intimo amico ". La natura loquace di Ridolfi alla fine gli causò problemi, poiché non era molto discreto e sbandierò il suo piano in tutta Europa. Il suo vanto fu parzialmente responsabile del fallimento della trama, poiché lo disse a Cosimo de' Medici che informò immediatamente Elisabetta della cosa. Ridolfi sfuggì all'esecuzione, a differenza di alcuni dei suoi cospiratori, e visse fino al 1612.

## Scoperta della congiura e suo annientamento
Nel 1571, la rete di spie di Elisabetta agli ordini di Walsingham aveva raccolto informazioni su un complotto contro la sua vita. Guadagnatosi la fiducia dell'ambasciatore spagnolo in Inghilterra, John Hawkins apprese i dettagli della congiura e li notificò alla Corona per fare arrestare i cospiratori. Elisabetta ricevette anche un avvertimento privato da Cosimo I de 'Medici, Granduca di Toscana, che aveva appreso della trama contro di lei. Charles Baillie, il messaggero di Ridolfi, fu arrestato il 12 aprile 1571 a Dover per aver trasportato lettere compromettenti e, usando tortura e informatori della prigione, fu costretto a rivelare il cifrario dei messaggi che portava.
Il 29 agosto 1571, i segretari di Norfolk, William Barker e Robert Higford, affidarono a Thomas Browne della Shrewsbury Drapers Company quella che si supponeva fosse una borsa di monete d'argento da consegnare a Laurence Bannister, uno dei funzionari di Norfolk nel nord dell'Inghilterra. Browne, insospettito del peso della borsa, l'aprì e scoprì 600 libbre d'oro dell'ambasciatore francese destinato alla Scozia per conto di Maria Stuarda insieme a lettere cifrate. Sapendo che Norfolk era sospettato di tradimento, Browne riferì la sua scoperta al segretario di Stato William Cecil. Higford e Barker furono interrogati, le lettere furono parzialmente decifrate e una ricerca del cifrario a Howard House scoprì una lettera cifrata di Maria Stuarda nascosta sotto uno zerbino.
I servitori di Norfolk furono arrestati e interrogati tramite tortura. Sir Thomas Smith e Thomas Wilson furono mandati a confrontarsi con Norfolk che sostenne la natura privata degli affari cui il denaro rinvenuto era destinato. La lettera decifrata, tuttavia, dimostrò che stava mentendo. Ignaro delle confessioni dei suoi servitori o del rinvenimento delle lettere (aveva ordinato fossero bruciate) negò le accuse contro di lui. Il 7 settembre arrivò il mandato della regina di trasportarlo alla Torre di Londra. Successivamente, il duca ammise un certo grado di coinvolgimento nella trasmissione di denaro e nella corrispondenza con i sostenitori scozzesi di Maria. Nel gennaio del 1572, Norfolk fu processato e condannato per tre accuse di alto tradimento, e il 2 giugno fu decapitato a Tower Hill.
Guerau de Spes, l'ambasciatore spagnolo, fu espulso dall'Inghilterra nel gennaio del 1571. Ancora all'estero quando fu scoperto il complotto, Ridolfi non tornò mai in Inghilterra, scampando alla vendetta di Elisabetta; divenne senatore fiorentino nel 1600.
Il complotto Ridolfi provocò in Elisabetta un ripensamento circa la sua relazione con la cugina Maria Stuarda.
 
Con l'incoraggiamento della regina, il parlamento introdusse un disegno di legge che nel 1572 bloccò Maria dall'ascesa al trono. Elisabetta inaspettatamente rifiutò di dare il suo consenso. Il più estremo limite cui giunse fu nel 1584, quando introdusse un documento, il Bond of Association, finalizzato a prevenire che eventuali aspiranti al trono approfittassero del suo omicidio e che tali mandanti venissero perseguiti sino alla morte. Dal momento che numerosi complotti erano rivendicati in nome di Maria, di fatto il documento si rivelò una cospirazione ai danni della regina di Scozia. Non era giuridicamente vincolante, ma fu firmato da migliaia di persone, tra cui Maria stessa.

## Valutazione storica
Secondo lo storico Cyril Hamshere, i critici retrospettivi della congiura hanno citato una serie di ragioni per cui il complotto Ridolfi sarebbe stato condannato a fallire anche se non fosse stato scoperto prematuramente. In primis, lo scarso numero di soldati spagnoli (tra 6 000-10 000) sarebbe stato assurdamente inadeguato al compito di rovesciare il governo inglese. Inoltre, la vaghezza del punto di invasione era un difetto logistico: il piano era di sbarcare a Harwich o Portsmouth ma a quanto pare Ridolfi non sapeva esattamente dove fosse Harwich. La dipendenza di Ridolfi dal duca di Norfolk, un cattivo leader e neppure cattolico ("il suo merito principale risiedeva nel suo titolo: nel 1571 era l'unico duca in Inghilterra"), rendeva la congiura ulteriormente debole.
Il protestantesimo di Norfolk non era l'unica idiosincrasia della Congiura di Ridolfi: Norfolk e Maria Stuarda, i designati restauratori del cattolicesimo, erano già stati entrambi sposati più volte. Apparentemente, Papa Pio V era disposto a concedere a Maria l'annullamento del suo matrimonio con il marito imprigionato.

## Nella cultura di massa
La Congiura di Ridolfi è stata descritta in Mary Queen of Scots (1971), con Vanessa Redgrave nei panni di Maria, e Glenda Jackson in quelli di Elisabetta.
Una versione alterata e romanzata della Congiura di Ridolfi è stata descritta nel film Elizabeth (1998), con Cate Blanchett nel ruolo di Elisabetta. Christopher Eccleston interpreta Thomas Howard, duca di Norfolk, presentato come principale cospiratore senza citare Ridolfi. Nel film, la cospirazione includeva il vescovo Stephen Gardiner, un controriformista morto nel 1555, prima dell'adesione di Elisabetta, John Ballard, coinvolto in realtà nella successiva Congiura di Babington, nonché Robert Dudley, 1º conte di Leicester che, nonostante le sue ambizioni, fu un fedele cortigiano e favorito di Elisabetta per tutta la vita.